# Alfred Dreyfus
Alfred Dreyfus (Mülhausen, 1859-París, 1935) fou un oficial francès jueu d'origen alsacià. Acusat i condemnat per traïció abans de ser indultat i després rehabilitat, va ser el centre del conflicte social i polític major de la Tercera República Francesa, anomenat afer Dreyfus.

## Biografia
Després de la desfeta de la Guerra francoprussiana, el 1871 França va perdre l'Alsàcia, i fent ús de la possibilitat d'elecció, el 1872 la família d'Albert Dreyfus va optar per la nacionalitat francesa, abandonà la regió. Aleshores el jove Dreyfus, desitjant veure una altra vegada una Alsàcia sota administració francesa, decidí seguir la carrera militar.
El 1878 entrà a l'École polytechnique i esdevingué oficial d'artilleria. El 1890 va entrar a l'Escola de Guerra i el mateix any es va casar amb Lucie Hadamard. El 1893 va ser destinat a l'Estat major de l'exèrcit al Ministeri de Guerra com a capità en pràctiques.

### Acusació d'espionatge. El cas Dreyfus
El 1894 és acusat d'espionatge. Condemnat a deportació, va ser degradat el 5 de gener de 1895 i deportat a la presó de l'Illa del Diable. El 1898 aquest afer va motivar la intervenció del gran escriptor Émile Zola, amb la famosa carta J'accuse, defensant Dreyfus.
No va ser fins al 12 de juliol de 1906 quan el Tribunal de Cassació anul·là definitivament el judici. El 13 de juliol fou reintegrat a la carrera militar només amb el grau de comandant, perquè l'exèrcit no li volgué computar el temps transcorregut en una condemna injusta. Una setmana més tard, el 21 de juliol, rebia la distinció de cavaller de la Legió d'Honor en el mateix pati de l'Escola militar on havia estat degradat, de manera despietada, el 5 de gener del 1895.

### Retirat de l'exercit i reincorporat
Dolgut pel fet que no se li reconeguessin els anys que havia estar injustament inculpat, el 26 de juny del 1907 sol·licita la retirada de l'exèrcit, la qual li és concedida el 25 d'octubre.
El 4 de juny de 1908, sortint de la cerimònia de trasllat de les cendres de Zola, un periodista li va engegar dos trets que el van ferir lleugerament al braç.
Dreyfus va ser cridat de nou a l'exèrcit el 1914 en esclatar la Primera Guerra Mundial. Combaté en la batalla del Chemin des Dames i en la batalla de Verdun. El setembre del 1918 és promogut a tinent coronel en reserva i el juliol del 1919 rep el grau d'oficial de la Legió d'Honor.